# Dryanovo (ville)
Dryanovo (en bulgare : Дряново, Drjanovo) est une ville de Bulgarie située dans l'oblast de Gabrovo. La ville est le siège de l'obchtina de Dryanovo, composé de 62 villages et hameaux. En 2015, sa population s'élevait à 7 968 habitants.

## Histoire
L'endroit est probablement habité depuis le paléolithique, étant donné les vestiges trouvés dans la grotte de Bacho Kiro. Des inscriptions thraces et romaines ont également été découvertes.
C'est en 1883 que Dryanovo obtient le statut de ville.

## Jumelages
La ville est jumelée avec :
- Bykhaw
- Itamos
- Kavarna
- Borgia
- Rocca Imperiale
- Bocholt
- Radoviš